# Muscicapa infuscata
Muscicapa infuscata là một loài chim trong họ Muscicapidae.